# ینته بیرمانس
ینته بیرمانس (انگلیسی: Jenthe Biermans؛ زادهٔ ۳۰ اکتبر ۱۹۹۵) دوچرخه‌سوار اهل بلژیک است.
از باشگاه‌هایی که در آن بازی کرده‌است می‌توان به وانتی–گروپ گوبر و تیم کاتیوشا–آلپتسین اشاره کرد.